# TG4
Il TG4 è il notiziario di Rete 4, canale televisivo di Mediaset, a cura della redazione di TGcom24. È diretto da Andrea Pucci, in quanto direttore di quest'ultima, affiancato da Rosanna Ragusa in qualità di condirettrice e da Stefania Cavallaro in qualità di vicedirettrice.

## Storia

Fotogramma della sigla in uso dal 29 ottobre 2018

### Antefatti
Fin dalla sua nascita Rete 4 si caratterizza anche per una programmazione a carattere culturale e di approfondimento: il primo programma di questo tipo fu Novanta secondi (scritto talvolta con il sottotitolo Le opinioni che contano), presentato dall'ex direttore del Corriere della Sera Piero Ottone e trasmesso dal lunedì al venerdì alle 21:15, nel quale diversi opinionisti rilasciavano un commento, lungo proprio 90 secondi, sui principali fatti della giornata. Tra gli opinionisti in trasmissione si annoveravano, oltre al conduttore, altri celebri esponenti del giornalismo italiano: Enzo Biagi, Giorgio Bocca, Giampaolo Pansa, Massimo Riva, Alberto Ronchey ed Eugenio Scalfari. Altre trasmissioni di questo tipo furono Gli speciali di Retequattro di Carlo Gregoretti e Enzo Biagi (che poi sarebbe diventata Le interviste di Retequattro) e Rotoquattro, rotocalco di attualità di Antonangelo Pinna e Nino Pirito, in onda il sabato sera dalle 22:10 alle 22:40. Nel 1982 nacque inoltre una sorta di notiziario dal titolo Ultimissima, diretto da Roberto Quintini. Tutte queste trasmissioni chiusero nel 1984 con la cessione della rete, da parte di Mondadori, alla Fininvest.
Nel 1987 la dirigenza Fininvest decise di dare a Rete 4 un'impronta di stampo giornalistico, in maniera simile a quanto accadeva con la gestione Mondadori, e così nel 1988 vennero trasferite sulla rete tutte le trasmissioni d'informazione già trasmesse su Canale 5.
Il 3 ottobre 1988 debuttò Dentro la notizia, trasmissione curata dalla testata giornalistica Videonews diretta da Bruno Bogarelli, una rubrica d'informazione senza diretta; tra i conduttori si ricordano Cesara Buonamici, Filippo D'Acquarone, Alessandro Cecchi Paone, Claudio Brachino, Rita dalla Chiesa e Jas Gawronski. Il notiziario era composto da due edizioni, alle 19 e alle 23, ognuna della durata di circa mezz'ora, e veniva trasmesso dal lunedì al sabato; il giovedì e il sabato veniva trasmessa solo l'edizione delle 19. La trasmissione, però, non venne premiata in termini di critica e di ascolto (critiche vennero mosse persino dall'editore Silvio Berlusconi), e si concluse nel giugno 1989.
Nel 1989 esordì Regione 4, trasmissione che illustrava i giornali più importanti della giornata, anch'essa di breve durata. Nel 1990 esordì Cronaca, trasmissione settimanale di approfondimento giornalistico trasmessa ogni giovedì in seconda serata, che venne sostituita nel gennaio 1991 da Telequattro, trasmissione settimanale di varie notizie trasmessa il giovedì e il sabato in seconda serata.

### 1991: nasce il TG4 con la direzione Bernasconi
Il TG4, primo vero notiziario della rete, nacque grazie alla concessione della diretta alle reti private fornita dalla Legge Mammì; il telegiornale andò in onda per la prima volta il 29 luglio 1991, diretto da Edvige Bernasconi a partire da settembre. Sotto la direzione Bernasconi il TG andava in onda alle 10:55 (poi posticipato alle 11:30), alle 13:30 e alle 17:50 (poi posticipato alle 18:55), il tutto con una durata di 10 minuti. Tra i conduttori spiccano Claudio Brachino, Giacomo Crosa, Tiberio Timperi e Filippo D'Acquarone. Il TG ha inoltre un taglio rivolto al pubblico femminile, in armonia con l'impostazione della rete, dichiaratamente indirizzata alle telespettatrici.

### 1992-2012: direzione Fede
Il 1º giugno 1992 Emilio Fede, fondatore e direttore del telegiornale Studio Aperto in onda su Italia 1, lasciò il suddetto notiziario per il TG4, rinnovando la testata e allungando la sua durata. Fede manterrà la direzione del TG4 fino al 28 marzo 2012, quando lascerà anche Mediaset, diventando il direttore ad oggi più longevo nella storia del notiziario.
Fino al 28 febbraio 2010 durante la giornata andavano in onda tre edizioni del TG4: una per i non-udenti alle 11:30, una alle 13:30 e quella principale alle 18:55, condotta quasi sempre dal direttore Emilio Fede (in rari casi sostituito da Filippo D'Acquarone, Marina Dalcerri o Diletta Petronio) affiancato in studio da una giornalista che legge gli aggiornamenti flash (tra le più celebri si ricordano Francesca Senette, Alessandra Balletto, Francesca Romanelli e Alessandra Viero). La testata, con gli inviati di punta Antonello Capurso, Toni Capuozzo e Carlo Panella, poneva al centro dell'attenzione la politica: durante i primi mesi della direzione di Fede, il notiziario cominciò a ospitare in studio diversi esponenti politici chiamati a commentare le notizie della giornata; in seguito il direttore iniziò a collegarsi quasi ogni sera con un esponente parlamentare. Particolare interesse è rivolto anche al costume, alla moda e alle notizie di curiosità. Caratteristica di questa edizione è, dal gennaio 2000 al marzo 2012, la rubrica Sipario del TG4, in onda alla fine dell'edizione.
Oltre alle tre edizioni principali c'erano anche l'edizione di mezzasera delle ore 23:00 (soppressa nel 1997), la rassegna stampa in onda alle 01:15 e l'edizione mattutina delle 09:30, successivamente accorpata a quella delle 11:30. Il 2010 vide alcuni cambiamenti: scomparirono l'edizione delle 13:30 (dal 1º marzo) e la rassegna stampa (dal 13 settembre). Di conseguenza restarono due edizioni: quella mattutina in onda alle 11:30, non più per non udenti e allungata di mezz'ora, e quella serale alle 18:55. Al posto della rassegna stampa debuttò la nuova edizione Night News, una sintesi delle notizie della giornata.
Nel 2007 venne introdotto un rinnovamento della scenografia in studio: il famoso pannello a sfondo azzurro con il globo rotante venne sostituito da un pannello blu scuro davanti al quale Fede, al termine dell'edizione serale, era solito accomodarsi di fianco alla giornalista incaricata di leggere le agenzie flash, mentre lo schermo, collocato accanto al conduttore, scomparve del tutto.
Durante questo periodo, il TG4 venne accusato molte volte di essere eccessivamente schierato e sbilanciato a favore di Silvio Berlusconi, come stabilito anche dall'Autorità per le Garanzie nelle Comunicazioni in diverse occasioni; le accuse si concentrarono in larga parte sul direttore Emilio Fede, il quale, da parte propria, ammise sempre le proprie simpatie politiche e personali verso Berlusconi. La conduzione di Fede, oltre a venire spesso considerata sbilanciata e parziale, era soggetta a critiche qualitative inerenti al "taglio non convenzionale" che Fede imponeva con la sua direzione alla testata e per il suo modo di trattare i propri collaboratori (solitamente in occasione di comportamenti da lui indesiderati), particolarmente irascibile, sgarbato e dal linguaggio scurrile, come risulta da numerosi video fuori onda. La conduzione del telegiornale e l'atteggiamento di Fede sono stati per anni facili bersagli di polemiche e ironie da parte di trasmissioni come Striscia la notizia, Blob e molte altre, di vari comici (tra cui Beppe Braida, Beppe Grillo e Corrado Guzzanti), dei politici degli schieramenti avversi al TG e di altri giornalisti.
Altra caratteristica del telegiornale di Emilio Fede era, dall'8 settembre 2003, la presenza delle meteorine, giovani donne dal fisico appariscente scelte personalmente dal direttore per condurre le previsioni meteo: la loro presenza suscitò molte polemiche per via della strumentalizzazione del corpo femminile.

### 2012-2014: direzione Toti
Il 29 marzo 2012 Fede lasciò dopo quasi 20 anni la direzione del TG4, che passò a Giovanni Toti, il quale decise di apportare forti cambiamenti al notiziario. Il nuovo direttore elimina la rubrica Sipario e le meteorine, sostituite dai meteorologi del Centro Epson Meteo. Per l'edizione delle 18:55 viene eliminato il ruolo di anchorman del direttore e vengono chiamate due nuove conduttrici: Monica Gasparini e Benedetta Corbi, alle quali verranno poi aggiunti Angelo Macchiavello e Giuseppe Brindisi. Da giugno 2012 le redazioni del TG4 e di Studio Aperto vengono unificate nell'open space del TG4, dal momento che Giovanni Toti dirige entrambe le testate. Con il suo arrivo, inoltre, viene inserito per la prima volta il sommario, non presente durante la direzione Fede (eccezion fatta per un periodo compreso tra l'estate del 1999 e la primavera del 2001). Il 3 settembre 2012 vengono rinnovati sigle, studio e grafiche e nasce l'edizione delle 14:00, in onda fino al 22 dicembre 2013 e soppressa nuovamente il giorno dopo a causa dei bassi ascolti. I conduttori di questa edizione pomeridiana dal lunedì al sabato erano gli stessi di quelli delle 11:30 e quelli della domenica erano gli stessi di quelli delle 18:55.

### 2014-2018: direzione Giordano
Il 27 gennaio 2014 Giovanni Toti lasciò l'attività giornalistica in occasione del suo ingresso in politica con Forza Italia e Mediaset nominò Mario Giordano alla guida del TG4; da questa data le redazioni di TG4 e Studio Aperto, unificate per due anni, tornarono a lavorare separatamente. La nuova direzione puntò, specie nell'edizione principale delle 18:55, sulle inchieste riguardanti la vita di tutti i giorni, con particolare attenzione ai cittadini vittime di ingiustizie e di disinteresse da parte dello Stato. Ampio spazio ovviamente ebbero la politica e ai grandi fatti della cronaca nera. Giordano, appena insediatosi, rimosse Monica Gasparini dall'incarico di conduttrice, confermando in un primo momento Benedetta Corbi, Giuseppe Brindisi e Angelo Macchiavello, e decise di puntare anche sui volti di Francesca Romanelli e Giuliana Fiorentino. Durante la direzione Giordano, lasciò la redazione del TG4 Filippo D'Acquarone, volto storico e pioniere dell'informazione a Mediaset.
Per alzare gli ascolti del TG4, l'azienda decise di rivoluzionare l'edizione delle 18:55, puntando al ritorno di un unico conduttore che potesse essere un volto riconoscibile e fare quindi un telegiornale in prima persona. Venne quindi individuato come nuovo anchorman del TG4 Alessandro Cecchi Paone, che dal 4 aprile 2016 condusse l'edizione delle 18:55, oltre a diventarne il vicedirettore. Dalla stessa data l'edizione serale del TG4 cominciò ad allungarsi di 25-30 minuti, arrivando così alla durata complessiva di un'ora. La nuova edizione assunse una nuova linea editoriale che punta in particolare all'approfondimento, con ospiti in studio e in collegamento. In un primo momento cambiò anche l'impaginazione, con i titoli che vengono letti direttamente in studio, ma dopo alcune settimane tornò il sommario tradizionale. Questi cambiamenti non interessarono, invece, l'edizione delle 11:30, che mantenne i titoli e la conduzione in piedi. In alcuni fine settimana o in assenza di Cecchi Paone il TG4 delle 18:55 era condotto da Giuseppe Brindisi, Federico Novella o Francesca Romanelli.
Il 25 luglio 2016 il telegiornale cambiò studio, spostandosi a Cologno Monzese, nello studio 4, e si presentò con una scenografia più grande e circondata da più schermi.
L'avventura di Cecchi Paone al TG4 durò solo pochi mesi, in quanto sin da subito il conduttore dichiarò di non condividere la linea editoriale scelta dal direttore Giordano e di non apprezzare i toni usati in alcuni servizi. Queste dichiarazioni costrinsero la redazione a diramare un comunicato stampa, ove ribadì la propria onestà intellettuale. A causa della rottura tra Cecchi Paone e la redazione, ma anche del mancato raggiungimento dei risultati d'ascolto sperati, Mediaset a luglio 2016 ufficializzò la notizia che da settembre 2016 il volto di punta dell'edizione serale del TG4 sarebbe stato Federico Novella, che già da agosto 2016 conduceva in alternanza a Giuseppe Brindisi.
Il 1º febbraio 2017 il TG4 rinnovò la veste grafica.
Nel febbraio 2018 Federico Novella abbandonò la conduzione dell'edizione serale del TG; lo stesso farà Giuseppe Brindisi il 2 aprile successivo, sebbene temporaneamente, passando a condurre insieme a Veronica Gentili il programma d'approfondimento Stasera Italia (inizialmente dal lunedì al venerdì e in seguito solo nei fine settimana).

### 2018: prima direzione Ragusa
Il 4 maggio 2018 Mario Giordano annunciò le sue dimissioni da direttore del TG4, dichiarando di rimanere ugualmente in azienda in quanto nominato direttore delle strategie e sviluppo dell'informazione Mediaset. A succedergli fu Rosanna Ragusa, già condirettrice della testata Videonews.

### 2018-2019: direzione Greco
Il 10 agosto Gerardo Greco assunse la direzione del TG4, succedendo a Rosanna Ragusa che rimase condirettrice. Una delle prime modifiche apportate dal nuovo direttore fu lo spostamento dell'edizione diurna dalle ore 11:30 alle 12:00, effettuata il 10 settembre; inoltre la conduzione dell'edizione serale venne affidata di prassi allo stesso direttore, replicando quanto accadeva durante la direzione di Emilio Fede.
Il 29 ottobre 2018 il TG4 rinnova logo, sigla, veste grafica e parte della scenografia, in linea con la nuova brand identity della rete, entrambe curate dall'agenzia creativa Monkey Talkie.
Dall'autunno 2018 Giuseppe Brindisi tornò a condurre saltuariamente l'edizione serale del TG4, sostituendo in tali occasioni il direttore Gerardo Greco.

### 2019-2021: seconda direzione Ragusa e accorpamento in NewsMediaset
Dal 27 febbraio 2019 la direzione del TG4 venne affidata nuovamente a Rosanna Ragusa in sostituzione di Greco, il quale ha lasciato Mediaset in seguito alla rescissione consensuale del proprio contratto.
Dal 17 giugno dello stesso anno, nell'ambito di una riorganizzazione dell'informazione Mediaset, la redazione del TG4 viene assorbita da NewsMediaset, pertanto il TG4 cessa di essere una testata autonoma e diventa un prodotto della redazione diretta da Andrea Pucci, mentre Rosanna Ragusa assume nuovamente la qualifica di condirettrice con delega al TG4 e garante della differenziazione del giornale dagli altri prodotti di NewsMediaset.
Dal 4 novembre 2019, l'edizione serale del TG4 rinnovò la propria formula, riducendo il numero di notizie per dare spazio ad ospiti in studio e in collegamento che commentano i servizi, andando così verso il talk show; i conduttori di punta di quest’edizione tornano ad essere Giuseppe Brindisi, Luca Rigoni, che dopo due anni passerà a condurre l'edizione delle 11.55, e Stefania Cavallaro. Anche l'edizione notturna Night News subisce alcune modifiche, diventando Ultim'ora e venendo aggiunta all'interno dell'edizione serale.
Dal 21 marzo 2020 il TG4 va in onda dallo studio di TGcom24, ovvero il 15 di Cologno Monzese. A causa di ciò ne vengono soppresse le anticipazioni, integrate poi nel sommario che viene allungato fino a 4 minuti. La conduzione viene effettuata in piedi davanti a un led wall, gli ospiti sono presenti solo tramite collegamento e le grafiche in sovrimpressione utilizzate sono quelle del canale all-news. Dal 26 ottobre al 28 novembre 2021 il TG4 (e di conseguenza anche TGcom24) torna temporaneamente a trasmettere dallo studio 4, restando però impostato come nello studio 15, nel frattempo in ristrutturazione.

### Dal 2021: redazione unificata a TGcom24
Dal 29 novembre 2021 il TG4, insieme a Studio Aperto e Sport Mediaset, è prodotto interamente da TGcom24, evoluzione di NewsMediaset, incorporandone anche i giornalisti e mantenendo Pucci come direttore responsabile. Di conseguenza, i tre notiziari vanno tutti in onda dallo studio 15 in alta definizione. Da quel giorno, inoltre, vengono parzialmente ripristinate le grafiche originali del TG.
Nel 2024, Giuseppe Brindisi ha lasciato, dopo 10 anni, la conduzione del TG4 per approdare alla conduzione di Diario del giorno, programma curato dalla medesima testata.

## Edizioni

### Attuali
- TG4 Giorno: in onda tutti i giorni alle 11:55 con una durata di 25 minuti (fino al 28 febbraio 2010 andava in onda alle 13:30, poi fino al 9 settembre 2018 alle 11:30 e fino al 28 novembre 2021 alle 12:00). Quest'edizione va in onda in simulcast anche su TGcom24 ed è seguita da meteo.it.
- Diario del giorno: in onda dal lunedì al venerdì alle 15:35 circa subito dopo la puntata pomeridiana dello Sportello di Forum con una durata variabile di 40/50 minuti. È un approfondimento a cura della redazione sul principale fatto del giorno. Anche quest'edizione va in simulcast su TGcom24.
- TG4 Sera: edizione principale, in onda tutti i giorni alle 19:00, con una durata di 40 minuti, è un'edizione improntata sull'approfondimento, dove il conduttore è accompagnato da ospiti in collegamento. Fu la prima edizione ad essere introdotta; inizialmente andava in onda alle 17:50 con una durata di 10 minuti, in seguito venne spostata dapprima alle 19:00, poi alle 19:30 e infine nuovamente alle 18:55, aumentando la durata a 35 minuti e poi a 45. Anche quest'edizione va in simulcast su TGcom24 viene succeduta da meteo.it.
- Speciale TG4: in onda all'occorrenza con orari e durata variabili, è un approfondimento di un fatto del giorno, con collegamenti in diretta e ospiti in studio, occupato interamente dalla trasmissione ritrasmessa contemporaneamente anche su TGcom24.
- TG4 Ultim'ora (in precedenza Night News): edizione in onda tre volte al giorno; la notte intorno alle 2:50 e la mattina alle 6:00 circa (fungendo da replica dell'edizione notturna) con una durata variabile di 15/20 minuti. È priva di un conduttore e di conseguenza di uno studio, essendo composta prevalentemente da servizi riguardanti i fatti più importanti del momento.

### Passate
- Night News: edizione trasmessa dal 13 settembre 2010 al 3 novembre 2019 intorno alle 02:00 di notte e alle 06:00 del mattino senza conduttori in studio, ma con una voce fuori campo che riassumeva le notizie della giornata appena conclusa. Il 4 novembre 2019 venne sostituita da Ultim'ora.
- Rassegna stampa: andata in onda dal 20 settembre 1993 al 12 settembre 2010 intorno all'01:00 di notte (all'intervallo tra la prima e la seconda parte dei film notturni trasmessi dalla rete) con una durata di 15 minuti. Era condotta da Mauro Buffa (caporedattore centrale del TG4), Francesco Bozzetti, Alberto Barachini, (oggi volto di TGcom24), Donatella Di Paolo e Filippo D'Acquarone. Fu rimpiazzata da Night News.
- TG4 L.I.S.: edizione andata in onda dal 14 febbraio 1994 al 28 febbraio 2010, alle 11:30. Durava 10 minuti circa. I conduttori erano gli stessi dell'edizione delle 13:30, con l'ausilio di un'interprete della lingua dei segni italiana. Venne poi sostituita dall'edizione completa di 30 minuti sottotitolata. Nel periodo di messa in onda, il TG4 fu l'unico notiziario Mediaset ad avere un'edizione in lingua dei segni.
- TG4 Mattina: in onda dal 29 luglio 1991 al 13 febbraio 1994 con una durata di 10 minuti, alle 09:30, era l'edizione mattutina del TG4. Dal 12 agosto 1991 al 12 gennaio 1992 andò in onda alle 10:55 con il titolo di TG4 Mattina - Edizione delle 10:55, in seguito in onda alle 11:55, fu poi accorpata nell'edizione in lingua dei segni delle 11:30.
- TG4 Mezzasera: edizione andata in onda dal 1º giugno 1992 al 7 settembre 1996 inizialmente alle 22:30 ed in seguito intorno alle 23:00 con il titolo di TG4 Mezzasera - Edizione delle 23:00 con una durata variabile dai 3 agli 8 minuti. Tra i conduttori di questa edizione vi erano Alfredo Macchi e Francesca Capovani.
- TG4 ore 11:30: storicamente in onda dal 14 febbraio 1994 fino al 28 febbraio 2010 in versione L.I.S. e dal 1º marzo 2010 al 9 settembre 2018 in versione allungata con una durata di 30 minuti circa.
- TG4 ore 13:30: storica edizione andata in onda dal 29 luglio 1991 al 28 febbraio 2010, con una durata di mezz'ora circa. Soppressa dal 1º marzo 2010 a causa del crollo di ascolti dovuto sia alla pesante concorrenza di tale fascia oraria (in particolare del TG1, in onda alla stessa ora), sia allo scarso traino dei programmi antecedenti (dovuto anche al trasferimento di Forum, nel 2008, su Canale 5). Tra i conduttori più noti ci furono Emilio Fede, Diletta Petronio, Filippo D'Acquarone, Marina Dalcerri, Giuliana Fiorentino, Francesca Senette (dal 2000 al 2004), Donatella Di Paolo, Antonio Pascotto e Enrico Laurelli. Dal 1º marzo 2010 viene anticipata alle 11:30.
- TG4 ore 14:00: edizione introdotta il 3 settembre 2012 dall'allora direttore Giovanni Toti, aveva una durata di 25 minuti circa. Venne cancellata il 23 dicembre 2013 a causa dei bassi ascolti, data la forte concorrenza dell'orario.
- TG4 ore 17:30: edizione flash pomeridiana andata in onda dal 1º giugno 1992 al 31 luglio 1994.

## Rubriche e programmi prodotti

### In onda
- TG4 Medicina: in onda ogni giorno all'interno dell'edizione delle 11:55 con una durata di 3 minuti, è condotta da Elisa Triani con un ospite in studio. La rubrica si occupa di medicina e malattie, con un tema diverso ogni puntata.
- Diario del giorno: precedentemente indicato come Diario di guerra, Diario della crisi o Speciale TG4 - Crisi di governo, va in onda dal lunedì al venerdì alle 16:35 (in precedenza andava in onda anche il sabato e la domenica; le puntate domenicali avevano il titolo Diario della domenica). La rubrica è nato con lo scopo di documentare la guerra russo-ucraina e in seguito la crisi del governo Draghi; successivamente si è concentrato sui fatti più rilevanti della giornata con approfondimenti e ospiti in studio. Va in simulcast su TGcom24.
- meteo.it: rubrica meteorologica che segue le edizioni delle 11:55 e delle 18:55 del TG4 (oltre ad andare in onda anche nell'intervallo tra prima e seconda parte dei film trasmessi dalla rete), in cui vengono presentate le previsioni meteorologiche curate dal Centro Epson Meteo.
- Zona bianca: talk show di prima serata curato dal TG4 e coprodotto con Videonews, in onda dal 7 aprile 2021 e condotto da Giuseppe Brindisi.

### Non più in onda
- #cimettolafirma: intervista approfondita, perlopiù di argomento politico, al termine della quale l'intervistato, di solito un personaggio della politica, scriveva la propria firma sulla telecamera. Programma a cura di Stefania Cavallaro.
- Dentro la notizia: rubrica di approfondimento giornalistico, trasmessa ogni mercoledì in seconda serata a partire dal 25 settembre 2013 e condotto da Benedetta Corbi, Monica Gasparini e Giuseppe Brindisi. Dal 4 aprile 2016 al 31 gennaio 2017 è stata una rubrica quotidiana trasmessa alle 19:30 dopo la prima parte del TG4 delle 18:55. La rubrica riprendeva il titolo dell'omonima trasmissione di approfondimento giornalistico, in onda su Rete 4 dal 1988 al 1989.
- Dillo al TG4: rubrica in cui si intervistavano le persone in giro per Milano su vari temi, spesso politici o legati alla crisi economica. Era curata da Stella Carrara e Stefania Cavallaro. È andata in onda fino al 27 dicembre 2015 talvolta nelle edizioni delle 11:30 e delle 18:55.
- Il leggìo: rubrica che presentava alcune novità editoriali presenti in libreria, in onda ogni domenica all'interno dell'edizione delle 13:30. La rubrica è stata curata e condotta fino al 2008 da Gianluca Mazzini, ma dopo il passaggio di quest'ultimo a Sport Mediaset, è passata a Massimo Cerri e divenuta in seguito Al libro al libro!.
- Indiscreto a Palazzo: rubrica andata in onda nel 2008 all'interno del TG4 delle 18:55.
- L'almanacco di Retequattro: era una rubrica dedicata solitamente a temi più leggeri quali il cibo, il benessere, il clima o il lifestyle, ma anche alla cronaca. Andata in onda dal 19 febbraio al 14 giugno 2018, fino all'11 marzo 2018 tutti i giorni e poi solo dal lunedì al venerdì alle 19:30 con una durata di 20 minuti, era condotta da Roberta Floris e Viviana Guglielmi. Dal 12 marzo al 27 aprile 2018 è stata curata dalla testata Videonews, tanto che in quel periodo è andata in onda da un altro studio con la presenza del pubblico. Dal 30 aprile al 14 giugno tornò ad essere nuovamente a cura della redazione del TG4, la durata venne ridotta a 10 minuti e lo studio tornò ad essere quello del telegiornale.
- Mangia che ti passa: rubrica di lifestyle dedicata all'alimentazione sana andata in onda ogni sera alle 19:30 (dopo la prima parte del TG4 delle 18:55), per una durata di 25 minuti circa. Dal 4 aprile 2016 al 31 gennaio 2017 la rubrica venne sostituita da Dentro la notizia. Successivamente, dall'estate 2017 al 18 febbraio 2018, tornò in onda col nome TG4 - Seconda parte, dedicata per lo più a nuove tematiche, anche a fatti di rilievo (nei quali si protraeva fino all'access prime time). Dal giorno dopo la rubrica cessò per far spazio a L'almanacco di Retequattro.
- Medico di famiglia: rubrica con dei consigli da un medico, andata in onda nel weekend all'interno dell'edizione delle 13:30. Nel 2010, in seguito alla soppressione di quest'ultima, si è spostata all'interno dell'edizione delle 11:30. Questa rubrica viene soppressa a fine marzo del 2012 conseguentemente al cambio di direzione del TG4.
- Meteo 4: rubrica meteorogica nata nel 1992 che andava in onda dopo le edizioni principali del telegiornale; fino al 1997 era trasmessa solo dopo l'edizione delle 19:00. Era anche trasmessa nell'intervallo tra prima e seconda parte dei film trasmessi dalla rete (fino al 2008, quando fu sostituita da Meteo Mediaset). Dal 2004 al 2012, durante la direzione Fede, era prevalentemente condotto da alcune ragazze dette "Meteorine". Tra i conduttori storici, si segnalano Andrea Giuliacci, Daniele Izzo e Flavio Galbiati, che illustravano le previsioni elaborate dal Centro Epson Meteo. Sottofondo della vecchia rubrica dal 1996 al 2013 fu Direttore Meteo, composta da Silvio Amato e arrangiata da Fio Zanotti. Il 14 gennaio 2013 fu sostituita, assieme a Meteo Mediaset, Meteo 5 e Studio Aperto Meteo, da meteo.it.
- Password: approfondimento serale andato in onda in seconda serata intorno alle 23:30 durante la direzione Fede mentre tra il 2008 ed il 2012 nel TG delle 13:30 (quest'ultima poi spostata alle 11:30 il 1º marzo 2010 ed il 10 settembre 2018 alle 12.00). Questa rubrica andava in onda dallo studio del TG4.
- Sipario: rotocalco dedicato a moda e gossip andato in onda dopo il TG4 delle ore 18:55 dal gennaio 2000 al marzo 2012 e, dal 2008, anche dopo la rassegna stampa. Era condotto fino al 2001 da Elena Guarnieri (che contemporaneamente lavorava anche a Studio Aperto) ed in seguito da Francesca Senette ed altre redattrici della trasmissione. La sigla di questa rubrica era Weak degli Skunk Anansie. Il programma aveva anche un'edizione notturna, Sipario notte. Venne chiuso definitivamente nel marzo del 2012 in seguito al cambio di direzione del TG4.
- Speciale Dentro la notizia: rubrica dedicata a diversi temi con approfondimenti e servizi, andata in onda straordinariamente ad un altro orario diverso da quello per Dentro la notizia. La durata era di 35 minuti circa.
- Viaggio in Italia: rubrica dedicata ai monumenti dell'Italia andata in onda il venerdì all'interno dell'edizione delle 11:30. Era curata da Daniela Annaro.

## Redazione
Il TG4 è stato ospitato nello studio 4 del Palazzo dei Cigni di Milano 2 fino al 25 luglio 2016, quando è stato trasferito, insieme alla redazione, presso lo studio 4 del Centro di produzione Mediaset di Cologno Monzese. Dal 21 marzo 2020 al 25 ottobre 2021 ha utilizzato lo studio 15, lo stesso di TGcom24, mentre lo studio 4 di Cologno Monzese è stato poi impiegato come provvisorio dal 26 ottobre al 28 novembre. Dal 29 novembre 2021 va in onda in HD dallo studio 15, fatta eccezione per gli speciali in onda durante altri programmi presenti in quest'ultimo: per l'occasione, infatti, viene trasmesso in definizione standard dallo studio 3. Dal 29 giugno al 28 luglio 2024 viene trasmesso dallo studio 7 di Cologno Monzese a causa della ristrutturazione dello studio 15.
Da giugno 2012 le redazioni di Studio Aperto e TG4 sono state unite in quello che in passato era l'open space del TG4, sotto la direzione di Giovanni Toti, con Anna Broggiato come vicedirettore. Dal 27 gennaio 2014, le redazioni sono tornate a lavorare separatamente in seguito alla separazione delle direzioni dei due TG. Dal 17 giugno 2019 la redazione del TG4 è confluita in quella di NewsMediaset (in seguito divenuta TGcom24).

## Direttori
| Nome              | Inizio mandato    | Fine mandato     | Ad interim |
| ----------------- | ----------------- | ---------------- | ---------- |
| Emilio Fede       | 29 luglio 1991    | 9 settembre 1991 | No         |
| Emilio Fede       | 1º giugno 1992    | 28 marzo 2012    | No         |
| Edvige Bernasconi | 10 settembre 1991 | 31 maggio 1992   | No         |
| Giovanni Toti     | 29 marzo 2012     | 26 gennaio 2014  | No         |
| Mario Giordano    | 27 gennaio 2014   | 6 maggio 2018    | No         |
| Rosanna Ragusa    | 7 maggio 2018     | 9 agosto 2018    | Si         |
| Rosanna Ragusa    | 27 febbraio 2019  | 16 giugno 2019   | Si         |
| Gerardo Greco     | 10 agosto 2018    | 26 febbraio 2019 | No         |
| Andrea Pucci      | 17 giugno 2019    | in carica        | No         |